# Elżbieta Helena Sieniawska

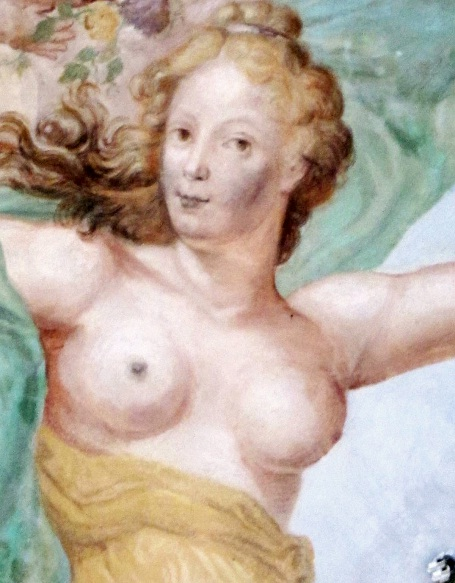
Elżbieta Sieniawska als Flora; Fresko von Giuseppe Rossi im Schloss Wilanów

Elżbieta Helena Sieniawska (* 1669 oder 1670 in Końskowola, Polen-Litauen; † 1729 in Oleszyce, ebenda) war eine Zofe der polnischen Königin Marie Casimire Louise de la Grange d’Arquien. Sie entstammte der Magnatenfalimie Lubomirski und hatte zeitweise großen Einfluss auf die Politik Polen-Litauens.

## Leben
Elżbieta Helena war die Tochter des Großkronmarschalls Stanisław Herakliusz Lubomirski und seiner Frau Zofia Opalińska. Ihr Ehemann war der Großkronhetman Adam Mikołaj Sieniawski. Sie galt als überaus schön, klug und gebildet. Elżbieta Helena kam als Zofe der Königin in den 1690er Jahren an den Königshof von Johann III. Sobieski, wo sie bald zur Anführerin des französischen Lagers wurde. Sie korrespondierte mit König Ludwig XIV. und Zar Peter dem Großen. Sie half Franz II. Rákóczi im Exil. Nach der Abdankung des polnischen Königs August des Starken 1706 setzte sie sich für einen Ausgleich zwischen dem Zaren Peter dem Großen und dem schwedischen König Karl XII. in Polen-Litauen ein. Sie brachte Franz II. Rákóczi als Kandidaten für die polnisch-litauische Krone ins Spiel. Sie kaufte vom polnischen Prinzen Konstanty Władysław Sobieski die Städte Olesko und Tarnopol sowie das königliche Schloss Wilanów bei Warschau, das sie im Rokoko-Stil erweitern ließ. Ihre Güter, einschließlich des Palasts Puławy, den sie von Johann Sigmund Deybel von Hammerau ebenfalls im Rokoko-Sie ausbauen ließ, vermachte sie ihrer Tochter Maria Zofia Czartoryska, die ihn als Mitgift in die Ehe mit ihrem zweiten Ehmann August Aleksander Czartoryski einbrachte.